# احتياطي التدفق التاجي
احتياطي التدفق التاجي (CFR) (Coronary flow reserve) هو أقصى زيادة في تدفق الدم خلال الشرايين التاجية بالمقارنة مع معدل تدفقه العادي أثناء الراحة. وغالبًا ما يساعد قياسه في علاج الحالات التي تؤثر على الشرايين التاجية كما يساهم في تحديد فعالية استخدام العلاجات.

## نظرة عامة
عندما يزيد الطلب على الأكسجين في عضلة القلب (myocardium) تستطيع الشرايين التاجية تخفيض المقاومة الوعائية (vascular resistance) لنفسها ويمكن لذلك أن يزيد من كمية الدم المتدفق عبر الأوعية الدموية. يحدث هذا التخفيض لأن الشرايين تتوسع مما يسبب زيادة قطر التجويف. وتمتلك فروع (شُرَيْنات) (arterioles) الشريان التاجي التي تخترق عضلة القلب عادةً أكبر قدرة على تنفيذ هذا التغيير؛ بعكس تلك الفروع الموجودة على سطح القلب.

## القياس
يمكن قياس احتياطي التدفق التاجي من خلال مجموعةٍ متنوعة من الأساليب بما في ذلك تصوير الأوعية السينمائي بالطرح الرقمي (digital subtraction cineangiography) بواسطة قسطرة الشرايين التاجية (coronary catheterization), ودوبلر تخطيط صدى القلب (doppler echocardiography), والتصوير المقطعي بالإصدار البوزيتروني (positron emission tomography ,PET). [6].

## المُقتضَيات الطبية
يُستخدم قياس احتياطي التدفق التاجي في تشخيص وعلاج المرضى الذين يعانون من حالاتٍ مثل داء شريان القلب التاجي والمتلازمة إكس (Cardiac syndrome X). ولعلاج مثل هذه الحالات؛ تُستَخدم مُوسِّعات للأَوعية للسماح بتدفق الدم بكفاية عبر التَضَيُّقات على سبيل المثال، ويُمكِّن تحديد احتياطي التدفق التاجي من قياس فعالية مثل هذه التدخلات.
 وهناك أدلةٌ تشير إلى أنه يمكن خفض احتياطي التدفق التاجي لدى المرضى الذين يعانون من مرض أندرسون - فابري (Anderson-Fabry disease).
وعند استخدام احتياطي التدفق التاجي في المجال الطبي؛ فإنه يعبر عنه غالبًا كقيمةٍ رقمية تحدد من خلال قسمة تدفق الدم التاجي الأقصى على تدفق الدم أثناء الراحة. ويتيح ذلك وجهة نظر موضوعية تساعد في التشخيص والعلاج.